# Tropodiaptomus neumanni
Tropodiaptomus neumanni é uma espécie de crustáceo da família Diaptomidae.
É endémica do Quénia.